# Hästsport i Sverige
Ridningen i Sverige har en unikt bred folklig förankring. Ridskolorna fungerar ofta som fritidsgårdar och de flesta ingår i organisationen Svenska Ridsportförbundet. 
Hästsporten har idag stor betydelse i det svenska samhället, både socialt, kulturellt och ekonomiskt. Enligt Jordbruksverkets beräkningar fanns 360 000 hästar i Sverige 2010 och 77 800 anläggningar för hästhållning. År 2015 beräknades omkring 0,5 miljoner personer syssla med hästsport aktivt varav 90 procent var kvinnor eller flickor. År 2018 bidrog hästnäringen med sex  miljarder kronor i moms och spelskatt. Den utgjorde 0,5 procent av BNP.
I Sverige har bland annat det inhemska Gotlandsrusset använts till ponnytrav och även ponnygalopp ända sedan reglerna ändrades. I USA har man även speciella utställningar med körtävlingar för miniatyrhästar och Falabella-hästar. Något som är lite ovanligare men som existerar i både USA, England och mellersta Europa är Agilitytävlingar, liknande de för hundar, fast istället använder man små ponnyer. Den lilla shetlandsponnyn är mycket populär inom häst-Agility.  
När Australien inte fick ta in hästar till olympiska sommarspelen 1956 i Melbourne förlades ryttarspelen till Stockholm.